# Olga Kameněva
Olga Kameněvová či Olga Kameněva, rozená Bronsteinová, ukrajinsky Ольга Давидівна Камєнєва, rusky Ольга Давидовна Каменева, (* 1883 Janivka, Ruské impérium (dnes Bereslavka u Kropyvnyckého na Ukrajině) – † 11. září 1941 Orel), byla aktivistkou ruského revolučního hnutí, sestra L. D. Trockého a první manželka L. B. Kameněva.

## Život
V roce 1902 vstoupila do Ruské sociálně demokratické dělnické strany a brzy se provdala za Lva Kameněva, kolegu marxistického revolucionáře. V roce 1908, po propuštění Lva Kameněva z vězení, Kameněvovi odešli z Ruska do Ženevy a poté do Paříže, kde se Lev Kameněv stal jedním ze dvou zástupců V. I. Lenina. V lednu 1914 se Kameněvovi přestěhovali do Petrohradu.
Po revoluci měla v Lidovém komisariátu školství na starost vedení divadel a aktivně prosazovala linii jejich bolševizace a radikalizace. Anatolij Lunačarskij, zastánce umírněnějšího přístupu, v roce 1920 se souhlasem V. I. Lenina O. Kameněvovou propustil.
Ve 20. letech 20. století pak navazovala polooficiální diplomatické styky mezi SSSR a západními zeměmi. Zejména hledala západní pomoc v boji proti následkům hladomoru v oblasti Volhy. V letech 1925-1929 byla předsedkyní Všesvazové společnosti pro kulturní vztahy se zahraničím (rusky Всесоюзное общество культурной связи с заграницей)
Vyhýbala se opozičním aktivitám. V polovině 20. let se její rodinný život s Lvem Kameněvem zhoršil. Poté, co Trockij a Kameněv v roce 1927 ztratili všechny pozice ve straně, Kameněvová ještě nějakou dobu zastávala oficiální pozice.
V roce 1935 byla na dobu 5 let vyhoštěna z Moskvy do Taškentu.
Po procesu se Zinovjevem a Kameněvem, kteří byli popraveni v roce 1936, byla zatčena. Její nejstarší syn Alexandr, absolvent Žukovského vojenské letecké inženýrské akademie, byl dne 10. května 1937 v Leningradě popraven (zastřelen).
Olga Kameněvová byla popravena dne 11. září 1941, a to v Medveděvském lese u Orla.